# Derde Concilie van Toledo

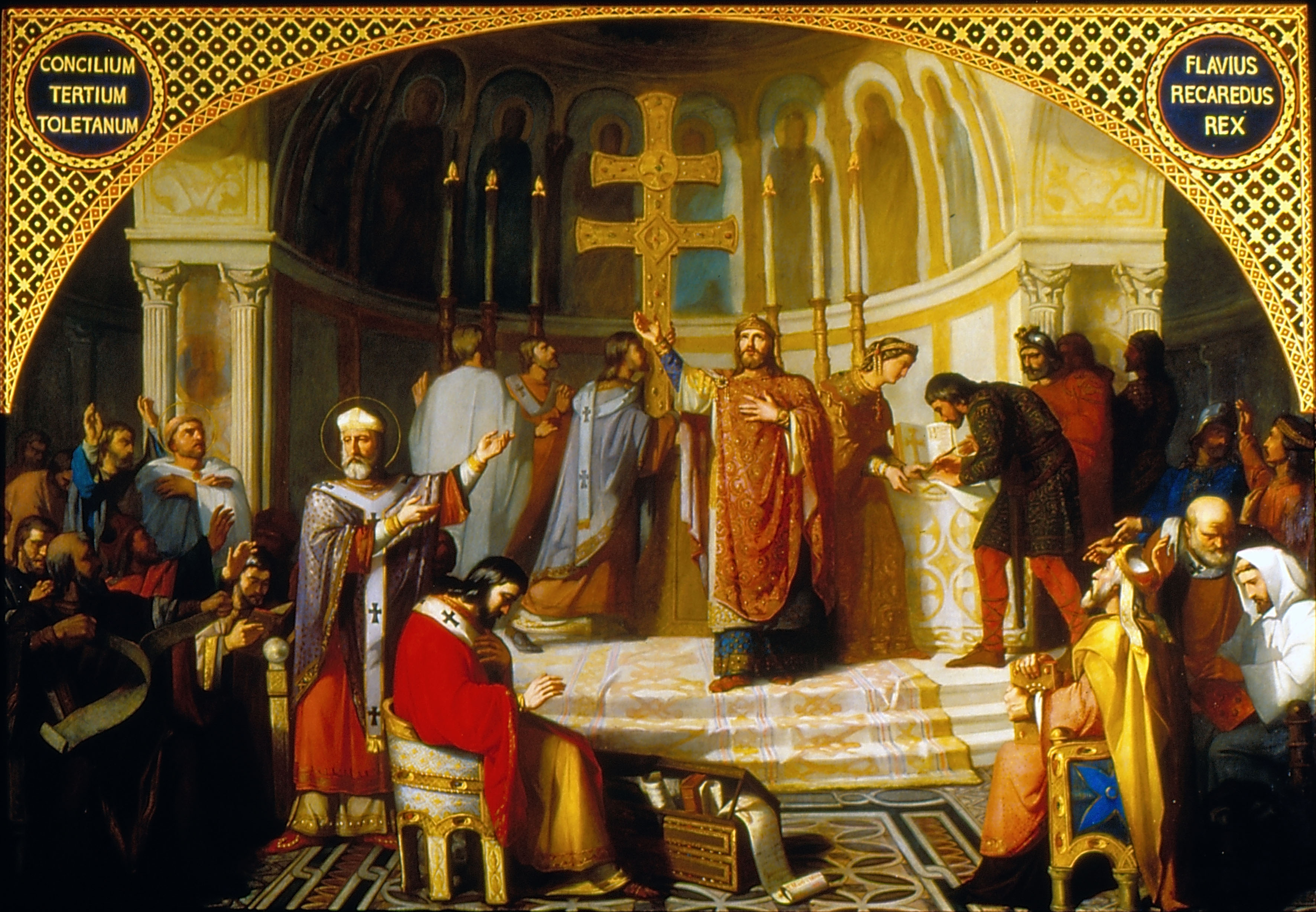
Schilderij van Derde Concilie van Toledo

Het Derde Concilie van Toledo werd in 589 op verzoek van de Visigotische koning Reccared I in diens hoofdstad (Toledo) gehouden. Het had de bedoeling de overgang van dit belangrijke koninkrijk, dat vrijwel het hele Iberisch Schiereiland omvatte, van het ariaanse naar het katholieke geloof te regelen.